# Alien: resurrección
Alien: resurrección (título original: Alien Resurrection) es una película estadounidense de terror y ciencia ficción de 1997, la cuarta de la serie Alien, siendo precedida por Alien: el octavo pasajero, Aliens y Alien 3. Se estrenó el 19 de noviembre de 1997 en Estados Unidos.

## Argumento
Doscientos años después de los eventos de la muerte de Ellen Ripley en Fury 161, el planeta prisión, un experimento militar usa muestras de sangre obtenidas en el lugar, que fue evacuado por completo y, tras siete intentos fallidos, logran clonar una copia perfecta de Ellen Ripley, además del embrión de una Alien reina, que fue extirpado de su torso con éxito.
Un grupo de mercenarios llega a la gigantesca nave USM Auriga, donde están llevando a cabo un experimento con un cargamento de obreros vivos en hipersueño. Ignorando el propósito de esa carga, se limitan a cobrar lo acordado y hospedarse por un par de días en la nave, para luego retirarse con el dinero obtenido. Los mercenarios entonces conocen a Ripley, que producto de un efecto secundario de la clonación muestra algunas capacidades alinígenas como fuerza sobrehumana, sangre ácida y memoria hereditaria, lo que le ha permitido retener los recuerdos de la teniente Ellen Ripley original.
Pronto, la Reina llega a su fase adulta y son criados doce Aliens que permanecen enjaulados, y estudiados en un intento de domesticarlos como armas vivientes, al servicio del ejército. Posteriormente, los xenomorfos logran escapar de su prisión, al mostrar un tipo de inteligencia, dos xenomorfos matan al tercer xenomorfo, y logran que su sangre ácida, pueda perforar el piso de su prisión, y toda la nave es evacuada, al detectar contaminación de una especie invasora, quedando solamente los siete oficiales científicos, Ripley y los tripulantes de la nave Betty (los mercenarios) a bordo, junto a una manada de Aliens y su reina. La única manera de lograr escapar consiste en que los supervivientes trabajen juntos y olviden sus diferencias. Para empeorar las cosas, la nave se dirige en su procedimiento de emergencia a la Tierra.
En el camino, descubren que un miembro del grupo de los mercenarios, Call, una joven misteriosa y reservada, es en realidad una androide de segunda generación (androides creados por robots, conocidos como autons) que está enterada del experimento de los militares, para tratar de revivir a Ripley y desde un principio tenía el objetivo de eliminarla junto con el Alien que portaba, no se conoce para quién trabaja y su motivación para esta misión.
Finalmente, logran llegar a la Betty, pero Ripley queda atrapada en la madriguera de la reina y descubre que, así como ella tiene algo de Alien, la Reina también tiene algo de humana y deberá enfrentarse a algo nunca antes visto, la Reina da a luz a un espantoso híbrido Xenomorfo humano que solo reconoce a Ripley como su madre y elimina a la Reina Xenomorfo de un solo golpe.
La criatura logra colarse en la nave de escape, que finalmente puede despegar con dirección a la Tierra antes de que la nave Auriga complete su fase de autodestrucción al chocar contra la atmósfera del planeta Tierra a gran velocidad. El híbrido elimina a uno de los tripulantes y casi acaba con Call, cuando Ripley interviene y logra liberar a la androide. Ripley, al acariciar a la criatura que la reconoce como su madre, se autoinflige una herida y con la sangre que emana, la arroja a una ventanilla de vidrio de la nave de escape, en la sala de transporte de carga, que se fisura por acción del agresivo químico que tiene en su sangre. El híbrido es succionado por la descompresión a través del pequeño orificio y muere de forma espantosa. La nave de rescate logra atravesar la atmósfera y los supervivientes observan la luz del cielo terrestre.

## Reparto
- Sigourney Weaver como Ellen Ripley
- Winona Ryder como Annalee Call
- Dominique Pinon como Vriess
- Ron Perlman como Johner
- Gary Dourdan como Christie.
- Michael Wincott como Elgyn
- Kim Flowers como Hillard
- Dan Hedaya como el general Pérez
- J. E. Freeman como el Dr. Wren
- Brad Dourif como el Dr. Gediman
- Raymond Cruz como Di Stefano
- Leland Orser como Purvis
- Carolyn Campbell como la Dra. Williamson
- David St. James como el Dr. Sprague

## Producción
Sigourney Weaver cobró por ello casi 10 millones de euros por interpretar otra vez el personaje de Ripley. También aparece en la producción cinematográfica Winona Ryder, que aceptó su papel sin haber leído el guion, porque era una amante de la franquicia extraterrestre.
Durante el rodaje Jeunet, según su estilo, utilizó una fotografía en la que predominan los tonos verdes y naranjas y además los aliens fueron creados esta vez casi exclusivamente por ordenador. La banda sonora instrumental fue compuesta por John Frizzell.